# Lijst van bekende druzen
Dit is een lijst van bekende Druzen, geordend naar activiteitsgebied. 

## Beeldende kunsten
- Ovadia Alkara - Israëlisch-Amerikaans kunstschilder

## Letteren
- Yussef Abdul-Samad - Libanees-Amerikaans dichter
- Naim Araidi - Israëlisch dichter en literatuurwetenschapper

## Media
- Rafik Halabi - Israëlisch mediamanager
- Casey Kasem (Kamal Amin Kasem) - Libanees-Amerikaans radiopresentator

## Militaria

### Israël
- Asaad Asaad, kolonel en parlementslid
- Hussain Fares, commandant-generaal van de grenswacht
- Imad Fares, kolonel
- Salah Tarif, kapitein en minister
- Majalli Whbee, luitenant-kolonel en parlementslid (voormalig vicevoorzitter van de Knesset)

### Syrië
- Sultan al-Atrash, militair en politicus
- Hamad 'Ubayd, kolonel

## Muziek
- Asmahan - Syrisch-Egyptisch zangeres
- Farid al-Atrash - Syrisch-Egyptisch zanger
- Sharif - Israëlisch zanger

## Politiek

### Israël
- Laviv-Hussein Abu-Rochan, parlementslid
- Hamad Amar, parlementslid
- Asaad Asaad, parlementslid en legerkolonel
- Shafik Asaad, parlementslid
- Zeidan Atashi, parlementslid en diplomaat
- Salah-Hassan Hanifes, parlementslid
- Ayoob Kara, parlementslid (voormalig vicevoorzitter van de Knesset)
- Jabr Moade, onderminister
- Mohamed Naffa, parlementslid
- Said Naffaa, parlementslid
- Amal Nasereldeen, parlementslid
- Salah Tarif, minister en legerkapitein
- Majalli Whbee, parlementslid en luitenant-kolonel in het leger (voormalig vicevoorzitter van de Knesset)

### Libanon
- Ghazi Aridi, minister
- Saleh Aridi, politicus
- Emir Magid Arslan, politicus
- Emir Faysal Arslan, politicus
- Emir Talal Arslan, parlementslid
- Fakardin II (1572-1635), regent
- Kamal Jumblatt, minister
- Walid Jumblatt, parlementslid

### Syrië
- Mansour al-Atrash, minister
- Sultan al-Atrash, militair en politicus

### Jordanië
- Ayman Safadi, politicus

## Religie
- Hamza ben Ali - Druzisch leider en opvolger van al-Hakim
- Sheikh Bahjat Ghayth - Libanees religieus leider
- Fatimid Caliph al-Hakim - grondlegger van de Druzische religie
- Sheikh Abu Hassan Aref Halalwi - Libanees religieus leider
- Sheikh Amin Tarif - Israëlisch religieus leider
- Sheikh Muwafik Tarif - Israëlisch religieus leider

## Overigen
- Azzam Azzam - Israëlisch textielarbeider, werd veroordeeld in Egypte voor spionage